# Tetramethylbenzole
| keine Einstufung verfügbar |

| Gefahrensymbol |

| Gefahrensymbol |

Die Tetramethylbenzole bilden in der Chemie eine Stoffgruppe, deren Struktur aus einem Benzolring mit vier Methylgruppen (–CH3) als Substituenten besteht. Durch deren unterschiedliche Anordnung ergeben sich drei Konstitutionsisomere mit der Summenformel C10H14. Sie sind vor allem unter ihren Trivialnamen Prehnitol (1,2,3,4-Tetramethylbenzol), Isodurol (1,2,3,5-Tetramethylbenzol) und Durol (1,2,4,5-Tetramethylbenzol) bekannt. Sie gehören auch zur Gruppe der C4-Benzole.

## Geschichte
Das Durol wurde 1870 entdeckt (Rudolph Fittig, Paul Jannasch). Die Entdecker berichten, dass es der erste Kohlenwasserstoff der Benzolreihe sei, der bei Raumtemperatur fest ist. Der Name wurde daher nach dem lat. durus (= hart) gewählt.
Das Prehnitol wurde 1886 entdeckt. Es ist durch Oxidation in Prehnitsäure überführbar. Diese Säure kristallisiert in ähnlicher Weise wie das in Südafrika vorkommende Mineral Prehnit und wurde daher nach ihm benannt. Der Namensgeber für das Prehnitol war Adolf von Baeyer. Das Mineral wiederum wurde nach einem Obersten von Prehn benannt.

## Eigenschaften
Die Siedepunkte der drei Isomere liegen nah beieinander, während sich ihre Schmelzpunkte deutlicher unterscheiden. Das Durol besitzt aufgrund seiner Symmetrie den höchsten Schmelzpunkt von 79,2 °C; es ist im Gegensatz zu den beiden anderen Isomeren ein Feststoff.